# Gravat (microfabricació)

Procés de microgravat.

El gravat s'utilitza en la microfabricació per eliminar químicament les capes de la superfície d'una oblia electrònica durant la fabricació. El gravat és un mòdul de procés d'importància crítica i cada hòstia passa per molts passos de gravat abans que estigui completa.
Per a molts passos de gravat, part de l'oblia està protegida del gravador per un material d'"emmascarament" que resisteix el gravat. En alguns casos, el material d'emmascarament és un fotoresistent que s'ha modelat mitjançant fotolitografia. Altres situacions requereixen una màscara més duradora, com el nitrur de silici. Si el gravat està pensat per fer una cavitat en un material, la profunditat de la cavitat es pot controlar aproximadament utilitzant el temps de gravat i la velocitat de gravat coneguda. Amb més freqüència, però, el gravat ha d'eliminar completament la capa superior d'una estructura multicapa, sense danyar les capes subjacents o d'emmascarament. La capacitat del sistema de gravat per fer-ho depèn de la proporció de taxes de gravat en els dos materials (selectivitat).
Alguns gravats debiliten la capa d'emmascarament i formen cavitats amb parets laterals inclinades. La distància de debilitat s'anomena biaix. Els gravadors amb gran biaix s'anomenen isotròpics', perquè erosionen el substrat per igual en totes les direccions. Els processos moderns prefereixen molt els gravats anisòtrops, perquè produeixen trets nítids i ben controlats.
| Selectivitat | </img> | Blau: capa per quedar 1. Un gravat poc selectiu elimina la capa superior, però també ataca el material subjacent. 2. Un gravat altament selectiu deixa il·lès el material subjacent.                   |
| Isotropia    | </img> | Vermell: capa d'emmascarament; groc: capa que cal eliminar 1. Un gravat perfectament isòtrop produeix parets laterals rodones. 2. Un gravat perfectament anisòtrop produeix parets laterals verticals. |

Els dos tipus fonamentals d'atacants són la fase líquida ("humit") i la fase plasmàtica ("seca"). Cadascun d'ells existeix en diverses varietats.
Els diferents gravadors tenen diferents anisotropies. A continuació es mostra una taula de gravadors anisotròpics comuns per al silici:
| Gravat                                              | Temperatura de funcionament (°C) | R 100 (μm/min) | S=R 100 /R 111 | Material de mascareta             |
| --------------------------------------------------- | -------------------------------- | -------------- | -------------- | --------------------------------- |
| Etilendiamina pirocatecol (EDP)                     | 110                              | 0,47           | 17             | SiO₂, Si₃N₄, Au, Cr, Ag, Cu       |
| Hidròxid de potassi / Alcohol isopropílic (KOH/IPA) | 50                               | 1.0            | 400            | Si₃N₄, SiO₂ (atasca a 2,8 nm/min) |
| Hidròxid de tetrametilamoni (TMAH)                  | 80                               | 0,6            | 37             | Si₃N₄, SiO₂                       |